# Juana Macías
Juana Macías Alba (Madrid, 1971) es una directora de cine y guionista española. En 1999 obtuvo el Premio Goya al mejor cortometraje de ficción por su obra Siete cafés por semana, y en 2010 fue nominada al Premio Goya al mejor director novel por su película Planes para mañana.

## Biografía
Juana Macías nació en Madrid en 1971. En 1994 se licenció en Comunicación Audiovisual por la Universidad Complutense de Madrid. Realizó también un ciclo de Técnico Superior en Realización (IORTV).

## Trayectoria
En 1999 dirigió Siete cafés por semana, su primer cortometraje. Le siguieron La Yaya y Diminutos del calvario en 2001. En total ha dirigido 5 cortometrajes.
Su primer largometraje fue Planes para mañana, de 2010. En 2016 llevó a las pantallas la película Embarazados, protagonizada por Paco León y Alexandra Jiménez.
Ha combinado su labor profesional con la docencia, impartiendo las asignaturas de Realización cinematográfica, Dirección de actores y Guion de cine en la Universidad Francisco de Vitoria de Madrid, entre otros.

## Filmografía

### Como directora de cine
- Siete cafés por semana (1999). Premio Goya al mejor cortometraje de ficción.
- La Yaya (2001)
- Diminutos del calvario (2001) (segmento "La hora mágica")
- Otra vida (2005)
- Almas congeladas (2006)
- Gran Vía am/pm (2010) (TV)
- Planes para mañana (2010). Nominada al Premio Goya al mejor director novel.
- Embarazados (2016).
- Bajo el mismo techo (2019).
- Fuimos canciones (2021).
- El favor (2023).
- Las chicas de la estación (2024)

### Como directora de televisión
- Madres (2020).
- Las abogadas (2024).

### Como guionista
- La Yaya (2001)
- Otra vida (2005)
- Almas congeladas (2006)
- Gran Vía am/pm (2010) (TV)
- Planes para mañana (2010)

## Premios y candidaturas
Premios Goya
| Año  | Categoría                     | Película               | Resultado |
| ---- | ----------------------------- | ---------------------- | --------- |
| 1999 | Mejor cortometraje de ficción | Siete cafés por semana | Ganadora  |
| 2010 | Mejor director novel          | Planes para mañana     | Nominada  |

Medallas del Círculo de Escritores Cinematográficos
| Año  | Categoría         | Película           | Resultado |
| ---- | ----------------- | ------------------ | --------- |
| 2010 | Premio revelación | Planes para mañana | Ganadora  |